# Mauricio Kagel
Mauricio Kagel, född 24 december 1931 i Buenos Aires, död 18 september 2008 i Köln, var en argentinsk tonsättare som verkade en stor del av sitt liv i Tyskland. 

## Biografi
Kagels namn är framför allt förknippat med fenomenet instrumentalteater, som i en eller annan form sammanför musik eller musikinstrument med gestik eller scenisk aktion. 
Kagel emigrerade till Tyskland 1957 och etablerade sin bas i Köln där han blev företrädare för den avantgardistiska Darmstadtskolan. Han blev professor i musikteater vid musikhögskolan i Köln, 1974, och bodde i Tyskland genom hela karriären. Några av hans kompositionelever var Maria de Alvear, Carola Bauckholt, Branimir Krstić, David Sawer, Rickard Scheffer, Juan Maria Solare, Gerald Barry, och Chao-Ming Tung. Se: List of music students by teacher: K to M#Mauricio Kagel. 
He died in Cologne on September 18, 2008 after a long illness, at the age of 76 (Nonnenmann 2008).
Kagel har skrivit ett stort antal verk. Han spelade på det underfundiga eller absurda i språket och i själva begreppen, vilket gör att hans verk, även om de inte är humoristiska till sin uppläggning, nästan alltid lockar till skratt. Till hans mer kända verk hör Anagrama för fyra solister, talkör och kammarorkester (1958), Transición I (telektoniskt) och II (för piano, slagverk och två tonband) samt Sonant för gitarr, harpa, kontrabas och slagverk (variabelt). Bland sceniska verk kan nämnas Staatstheater (1971), Die Erschöpfung der Welt (1980) och Aus Deutschland (1981).

## Priser och utmärkelser (urval)
- 1975 –  Förbundsrepubliken Tysklands förtjänstorden
- 1995 –  Kommendör av Arts et Lettres-orden
- 1998 – Erasmuspriset
- 2000 – Ernst von Siemens musikkpris
- 2005 – Schockpriset